# Psychotria yapoensis
Psychotria yapoensis là một loài thực vật có hoa trong họ Thiến thảo. Loài này được (Schnell) Verdc. miêu tả khoa học đầu tiên năm 1975.